# Парусник канадский
Парусник канадский (лат. Papilio canadensis) — дневная бабочка из семейства парусников или кавалеров (лат. Papilionidae).

## Описание
Бабочка крупных размеров с размахом крыльев самцов 65—73 мм, самок — 76—80 мм. Передние крылья треугольные, широкие, с заостренной вершиной, их наружный край ровный. Задние крылья удлиненно-овальные, с вогнутым анальным краем. Общий фон крыльев желтый или бело-жёлтый. На передних крыльях имеется характерный черный рисунок из полных и неполных перевязей, количество которых достигает 7. Перевязи полные, остальные занимают от 1/4 до 1/2 ширины крыла. Задние крылья с узкой полной перевязью, черным дискоидным штрихом и широкой субмаргинальной перевязью с округлыми пятнами из синих чешуек. Задние крылья имеют «хвостики». На нижней стороне задних крыльев в субмаргинальной перевязи обычно находятся размытые пятна из голубых и синих чешуек. На переднем крыле жилка R3 берет начало от центральной ячейки, М1 от середины дискальной жилки. Сu ствол соединен с анальной жилкой тонкой, косо идущей перемычкой.

## Ареал

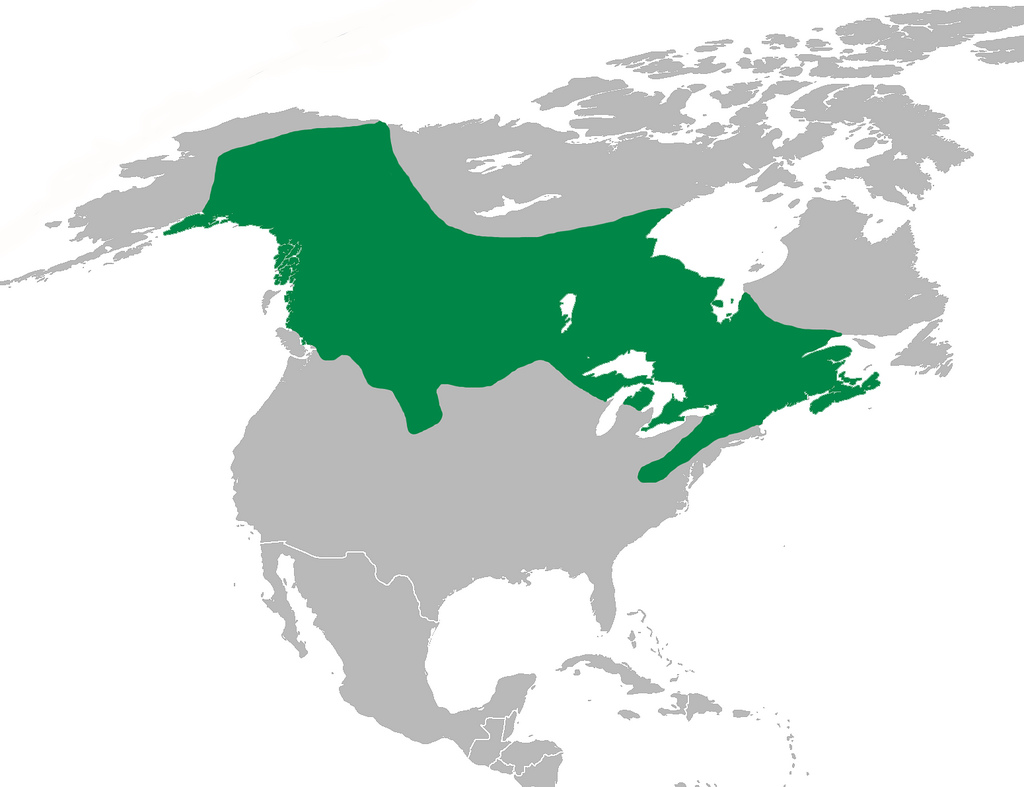
Ареал

Вид встречается в большинстве провинций и территорий в Канаде, как и предполагает его название. Его ареал простирается к северу от полярного круга в Юконе к Черчилль в Манитобе и Квебеке. Не встречается в южной части Британской Колумбии, будучи замененным там Papilio rutulus. Также обитает в США — Аляска и северные штаты.

## Биология
За год развивается два поколения. Время лёта первого поколения — май-июнь, второго — июль-август.
Гусеницы развиваются на различных древесных лиственных породах, таких как Betula, Populus, Prunus, Malus.